# Осінні кораблі
«Осінні кораблі» (рос. Осенние корабли) — радянський мальований мультиплікаційний фільм, знятий 1982 року на студії ТО «Екран» режисером Юрієм Бутиріним за сценарієм Сергія Козлова.

## Сюжет
Їжачок мріє про своє море — з шумом хвиль, з кораблями. Набравши води в озерці, Їжачок несе до себе шматочок моря. Ведмедик пропонує Їжачку не мучитися, а лягти на зиму спати. Але Їжачок боїться зимової самотності. Він питає білку, де взяти кораблі. Але та рекомендує йому не займатися нісенітницею. Але він зустрічає Вовка. Говоркий Вовк вирізає для Їжачка кораблик із дерева. І ось, тепер у Їжачка є вдома море та корабель на хвилях. Утихомирений, він засинає, і ласкаве море оточує його з усіх боків.

## Творці
- Автор сценарію — Сергій Козлов
- Режисер — Юрій Бутирін
- Художник-постановник — Олександр Єлізаров
- Оператор — Ернст Гаман
- Композитор — Віктор Купревич
- Звукооператор — Віталій Азаровський
- Художники:
Г. Чернікова, Наталія Кудрявцева, Жанна Корякіна, Ігор Самохін, Андрій Колков
Вадим Меджибовський, Світлана Січкар, Олександр Брежнєв, Ірина Гундирева, Н. Базельцева
- Ролі озвучували — Клара Рум'янова, В'ячеслав Невинний, Георгій Бурков
- Монтажер — Любов Георгієва
- Редактор — Є. Ходіна
- Директор — Л. Варенцова

## Міні-серіал
За словами Юрія Бутиріна, йому хотілося знімати дитячі мультфільми. Йому підходили на тему короткі дитячі казки Сергія Козлова з їхніми наскрізними персонажами. Бутирін планував зняти безліч епізодів, але після перших трьох («Трям! Здраствуйте!», «Зимова казка» та «Осінні кораблі») вдалося зняти лише останню стрічку «Дивовижна бочка», після чого Козлов, з якоїсь причини, охолодів до ідеї Бутиріна. У результаті вийшов міні-серіал, в якому кожна серія відповідала якійсь порі року.